# Brug 904
Brug 904 is een vaste brug in Amsterdam-Noord.
De brug is gelegen in de Aakstraat, via het Vikingpad een van de zijwegen van de Buiksloterdijk, ze overspant een vijftien meter brede afwateringstocht. De brug is zelf maar 9 meter lang; ze wordt gedragen door landhoofden die diep in het water staan. De verkeersstromen zijn hier naar inzicht uit de late jaren zestig gescheiden. De brug is daarom alleen voor langzaam verkeer. De brug maakt deel uit van een viertal bruggen (samen met brug 901, brug 905 en brug 906), die hetzelfde uiterlijk hebben en ongeveer gelijktijdig werden gebouwd. De bruggen hebben voor hun doel robuuste landhoofden en borstweringen, in die twee onderdelen zijn reliëfs aangebracht in het beton. De balustraden/leuningen hebben specifieke vormen. De bruggen kwamen in de kleuren lichtgrijs en blauw. De bruggen werden ontworpen door Sier van Rhijn (zijn kantooradres Nicolaas Maesstraat staat op de bestektekeningen) werkend voor de Dienst der Publieke Werken, die ongeveer twintig bruggen voor de stad ontwierp.

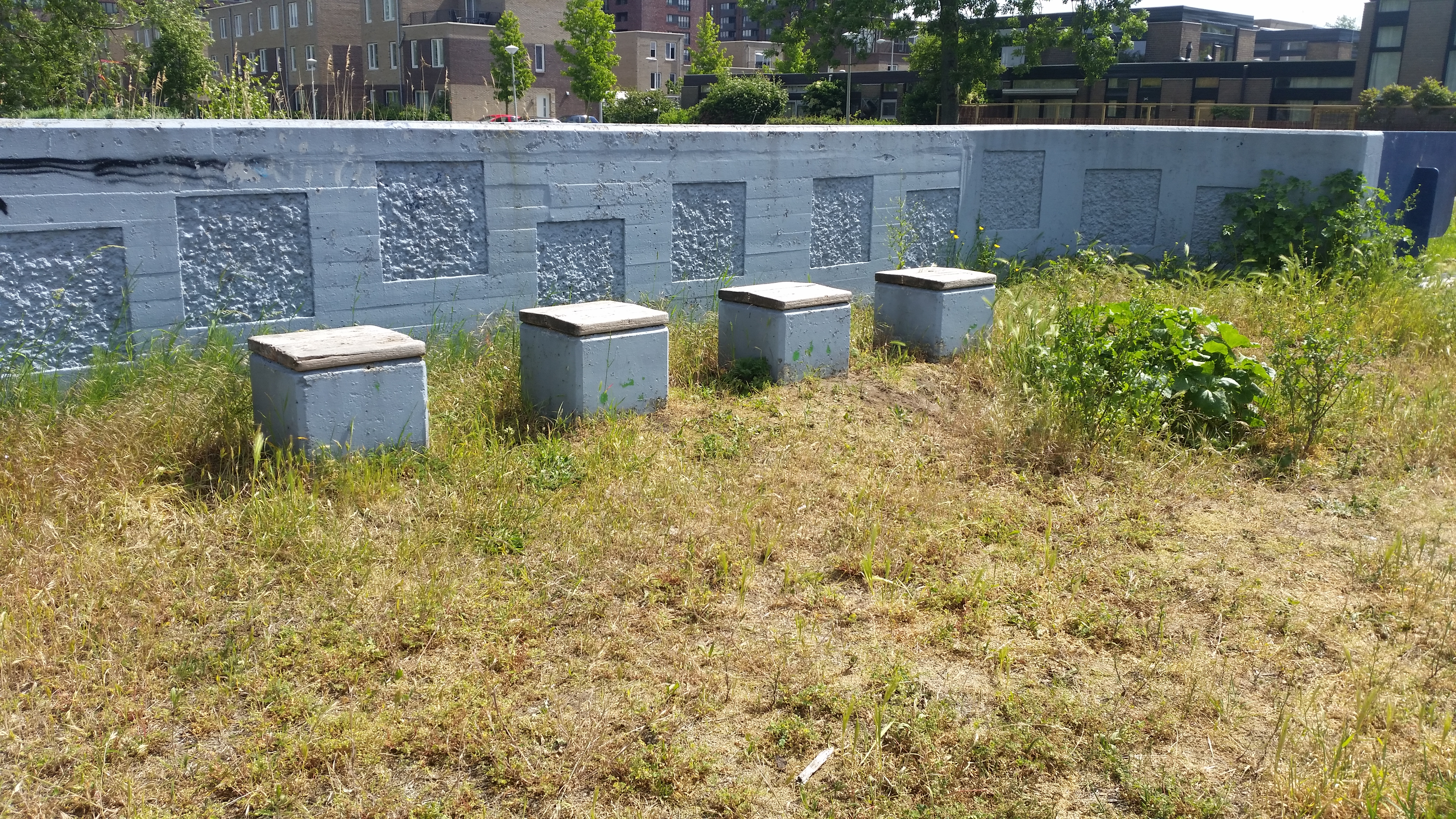
Stoeltjes bij brug 904 (mei 2019)

<<< · 900 · 901 · 904 · 905 · 906 · 907 · 908 · 909 · 912 · 913 · 914 · 915 · 916 · 917 · 918 · 919 · 920 · 923 · 924 · 930 · 932 · 933 · 934 · 935 · 936 · 937 · 939 · 943 · 944 · 945 · 946 · 947 · 948 · 949 · 950 · 951 · 952 · 953 · 954 · 956 · 957 · 958 · 959 · 960 · 961 · 962 · 963 · 964 · 965 · 966 · 967 · 968 · 970 · 971 · 972 · 973 · 974 · 975 · 978 · 979 ·  980 · 981 · 984 · 985 · 986 · 987 · 988 · 989 · 990 · 991 · 992 · 993 · 994 · 995 · 996 · 997 · 998 · 999 · >>>
Brugnummers  902, 903, 910, 911, 920, 921, 922, 925, 926, 927, 928, 929, 931, 937, 938, 940, 941, 942, 955, 969, 976, 977, 982, 983 zijn niet (meer) vergeven.